# Marc Ravalomanana

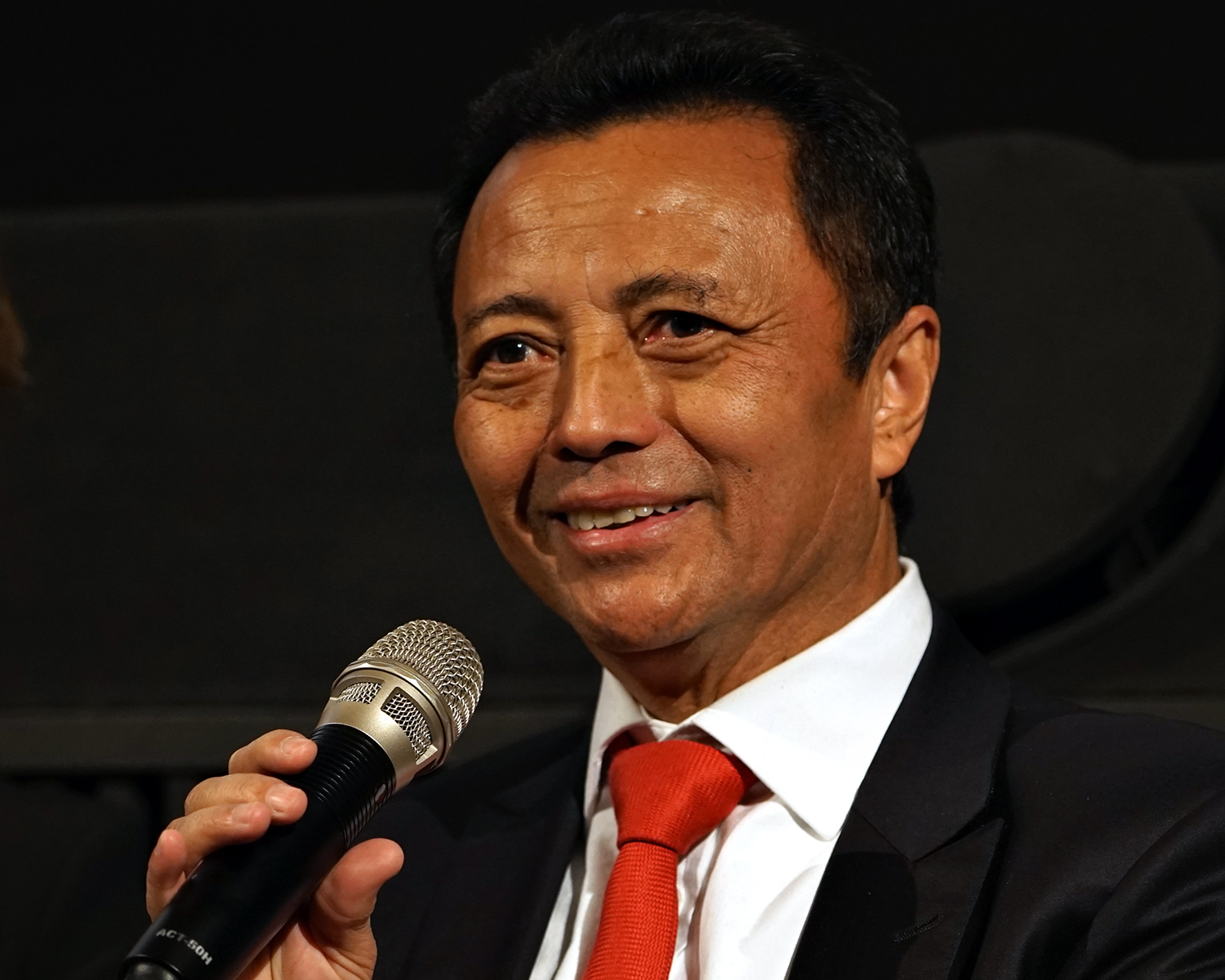
Marc Ravalomanana (2017)

Marc Ravalomanana (* 12. Dezember 1949 in Imerinkasinina, Provinz Antananarivo) ist ein madagassischer Unternehmer und Politiker. Er war von 2002 bis 2009 Staatspräsident.

## Leben
Ravalomanana ist Angehöriger der Merina-Ethnie, die das ehemalige Königreich Madagaskars beherrschte, bevor die Insel von Frankreich 1896 gewaltsam annektiert wurde.
Er trug als Kind für den elterlichen Betrieb Milch aus und verkaufte auf den Straßen der madagassischen Hauptstadt Antananarivo Joghurt. Im Alter von 33 Jahren konnte er den Familienbetrieb mithilfe eines Kredits der Weltbank in eine Großmolkerei umwandeln. Bis zu seinem Abtritt als Präsident war TIKO das größte Unternehmen des Landes. Heute liegen die Fabrikhallen und Farmen, hauptsächlich bei Antsirabe brach. Ravalomanana verfügt heute über ein weit verzweigtes Industrieimperium, zu dem neben dem Nahrungsmittelkonzern TIKO auch eine Baufirma (ALMA) und der Medienkonzern Malagasy Broadcasting System sowie die Tageszeitung Le Quotidien gehören. Dieser Umstand hat ihm schon mehrfach den Vergleich mit dem italienischen Politiker Silvio Berlusconi eingebracht.

## Politische Karriere
1999 ging Ravalomanana in die Politik und wurde Oberbürgermeister von Antananarivo. Am 6. Mai 2002 wurde er 52-jährig als Staatspräsident vereidigt. Bei den Wahlen 2001 hatte er sehr knapp gegen seinen Vorgänger Didier Ratsiraka gewonnen. Erst hatte eine Stichwahl endgültig entscheiden sollen, diese wurde dann aber abgesagt, da Ravalomanana nachweisen konnte, dass er über 50 % der Stimmen erhalten hatte. Ratsiraka wollte seine Niederlage trotzdem nicht anerkennen. Gegen Ende Februar hatte Ravalomanana die Kontrolle über die Hauptstadt Antananarivo gewonnen, die schon immer seine Basis war, aber Ratsiraka kontrollierte den Großteil der Provinzen. Innerhalb weniger Monate hatte jedoch Ravalomanana die Oberhand in einem Kampf gewonnen und nachdem Ratsiraka die Unterstützung in vielen Provinzen verlor, floh er am 5. Juli aus dem Land.
Ravalomanana praktizierte eine ultra-liberale Wirtschaftspolitik unter strenger Aufsicht der Weltbank sowie des Internationalen Währungsfonds. Diese Politik erzielte zunächst eine rasche wirtschaftliche Erholung des von jahrzehntelanger sozialistischer Misswirtschaft ruinierten Landes; hinzu kam eine schnelle Verbesserung des Straßennetzes dank intensiver Straßenbaupolitik. Auch die Bildungspolitik hatte hohe Priorität. Auf der anderen Seite trug die Bevölkerung eine sehr hohe wirtschaftliche Last, denn die Inflationsrate war erhöht, und lebenswichtige Grundnahrungsmittel, allen voran Reis, waren für die meisten Madagassen teuer geworden. Insbesondere in der politischen Führung sowie in der Sozial- und Kulturpolitik stellten Beobachter erhebliche Schwächen fest.
Bei dem Kampf gegen die allgegenwärtige Korruption erzielte er nur mäßige Erfolge. Insbesondere die korrupte Justiz und damit mangelnde Rechtssicherheit sind ein großes Entwicklungshemmnis für das Land. Unter anderen unterstützt Ravalomanana, selbst Vize-Präsident der Vereinigung der Evangelischen Kirchen auf Madagaskar (FJKM), die christlichen Kirchen des multireligiösen Landes.
Wichtigste internationale Partner seiner Regierung waren die USA, Deutschland, die Europäische Union, Südkorea und trotz einer gewissen Distanzierung nach wie vor Frankreich. Eine verstärkte Zusammenarbeit mit der Afrikanischen Union (u. a. Senegal) wurde angestrebt. Madagaskar wurde auch Mitglied der SADC, der regionalen wirtschaftlichen Union von 15 Ländern des südlichen Afrika.
Am 7. April 2006 wurde Ravalomanana von Bundespräsident Horst Köhler das Bundesverdienstkreuz in der „Sonderstufe des Großkreuzes“ (höchster Orden) verliehen.

### Wiederwahl und Rücktritt
Am 18. November 2006 versuchte General Andrianafidisoa vergeblich, Präsident Ravalomanana zu stürzen. Am 3. Dezember 2006 wurde Ravalomanana zu einer weiteren Amtszeit als Präsident wiedergewählt.
Januar und Februar 2009 kam es in der Hauptstadt zu Demonstrationen gegen die Amtsführung von Ravalomanana, dem Korruption und Bereicherung vorgeworfen wurde. Im Zusammenhang mit diesen Kundgebungen – angeführt von Andry Rajoelina – kamen durch Schusswaffeneinsatz der Sicherheitskräfte zahlreiche Demonstranten um Leben.
Nach einer Revolte von Teilen der Armee flüchtete Ravalomanana aus der Hauptstadt und trat am 17. März 2009 als Präsident zurück.
Juni 2009 wurde Ravalomanana, der in Südafrika ins Exil gegangen war, in Madagaskar in Abwesenheit zu einer Gefängnisstrafe von vier Jahren verurteilt. Im August 2010 wurde er des Mordes und der Beihilfe zum Mord für schuldig befunden, wie seine Anwältin Hanitra Razafimanantsoa in der Hauptstadt Antananarivo mitteilte. Sie bezeichnete die Entscheidung als politisch motiviert.

### Präsidentschaftswahl 2018
Bei der Präsidentschaftswahl 2018 am 7. November tritt Ravalomanana – unterstützt von seiner Partei TIM („Tiako I Madagasikara“, dt.: „Ich mag Madagaskar“) (TIM) – als Kandidat mit der No.25 an.